# Philibert de Challant
Philibert de Challant († juin 1518) (également italianisé en Filiberto di Challant) noble valdôtain appartenant à la maison de Challant, il fut le 4e comte de Challant.

## Biographie

### Origine
Philibert de Challant est le fils aîné de Louis de Challant après la mort de son père vers 1487/1488 il est avec son frère cadet Charles sous la tutelle de leur cousin Georges de Challant.

### Seigneurs
Philibert de Challant reçoit le 27 octobre 1490 l'investiture pour les seigneuries familiales de Graines (avec Saint-Marcel, Ayas, Brusson, Gressoney et sa vallée) Andorno, Surpierre Issogne et Châtillon. Il héritera de son frère Jacques les fiefs d'Aymavilles, Ussel et partiellement de Saint-Marcel.
Comme les principaux personnages de sa famille Il est décoré en 1487 de l'Ordre du Collier de Savoie dont il devient le 71e membre.

### Carrière
Sa carrière fut courte et plus modeste que celles des autres membres de la famille de Challant. Conseiller et Chambellan du duc de Savoie en 1487 il est châtelain de Bard de 1487 à 1517. Philibert est Capitaine d'Armes du duc de Savoie en 1496 et il devient capitaine du « Corps des Soixante-dix nobles du palais du Duc »  de Savoie par lettre patente du 25 février 1498.
Du fait de son jeune âge, la charge de Bailli d'Aoste est confié temporairement à l'un de ses proches, Giacomo Provana, seigneur de Leyni de 1487 à 1499. Ensuite, il exerce la fonction de châtelain de Châtel-Argent et celle liée de bailli de 1499 à 1513 puis il est nommé « Lieutenant du duc » Charles III de Savoie, c'est-à-dire en fait de « Gouverneur » dans la Vallée d'Aoste de 1509 à 1517.

## Union et postérité
Par contrat de mariage en date du 2 février 1502, Philibert de Challant fait une union remarquable et prestigieuse. Il épouse en effet, Louise d'Aarberg († 1519) dotée de 15 000 florins, comtesse souveraine avec rang de Princesse de Valangin près de Neuchâtel, comtesse d'Aarberg, baronne de Bauffremont en Lorraine, dame d'Orpierre, Salagine et Arlos (Salagine et Arlos ?) et coseigneur de Cossonay, comme unique héritière de ses parents. Elle était la fille de Claude d'Arberg († 1517/1518) des comtes de Neuchâtel, comte souverain avec rang princier de Valangin et comte d'Aarberg, et de Guillemette de Vergy de la maison de seigneurs de Champvent (fille de Jean de Vergy — fils de Pierre de Vergy et Catherine de Gruyère, et petit-cousin de Jean — et de Paule de Miolans, fille de Jacques Ier de Miolans), dont un fils unique :
- René de Challant